# Голиков, Сергей Николаевич
Сергей Николаевич Голиков (1919—1997) — советский фармаколог и токсиколог, академик АМН СССР (1971), заслуженный деятель науки РСФСР (1970).

## Биография
Родился 29 января 1919 года в г. Болхов Орловской области.
В 1941 году окончил 1-й Московский медицинский институт.
Участник Великой Отечественной войны — сначала врач гвардейских минометных частей, а затем специалист-токсиколог, капитан медицинской службы.
С 1946 по 1949 годы — аспирант кафедры фармакологии Московского медицинского института.
В 1956 году защитил докторскую диссертацию.
В 1960 году присвоено ученое звание профессора.
В 1971 году избран академиком АМН СССР.
С 1955 по 1975 годы — директор Института токсикологии.
Умер в 1997 году, похоронен на Богословском кладбище Санкт-Петербурга.

## Научная и общественная деятельность
Автор более 100 научных трудов, в том числе 7 монографий, которые посвящены изучению механизма действия токсических веществ и экспериментальной терапии вызываемых ими отравлений.
Под его руководством было подготовлено 7 докторов и 22 кандидата наук.
Редактор редакционного отдела «Фармакология» 3-го издания Большой медицинской энциклопедии.

### Публикации
- «О соотношении центрального и периферического действия атропина в подавлении некоторых симптомов ареколиновой интоксикации у мышей», Фарм, и токсикол., т. 19, JSS 2, с. 38, 1956;
- «Фармакология и токсикология фосфорорганических соединений», Л., 1960 (совм, с Розенгартом В. И.);
- «Синтетические атропиноподобные вещества», Л., 1962 (совм, с Кузнецовым С. Г.);
- «Холинэстеразы и антихолинэстеразные вещества», Л., 1964 (совм, с Розенгартом В. И.);
- «Реактиваторы холинэстераз», М., 1970 (совм, с Заугольниковым С. Д.);
- «Стереоспецифичность действия лекарственных веществ», л., 1973 (совм, с др.);
- «Холинэргические механизмы высшей нервной деятельности», Л., 1975 (совм, с Селивановой А. Т.).

## Награды
- Орден Отечественной войны II степени
- Орден Трудового Красного Знамени
- Орден Красной Звезды (1944)[4]
- Заслуженный деятель науки РСФСР (1970)
- медали